# 스탠더드 오일

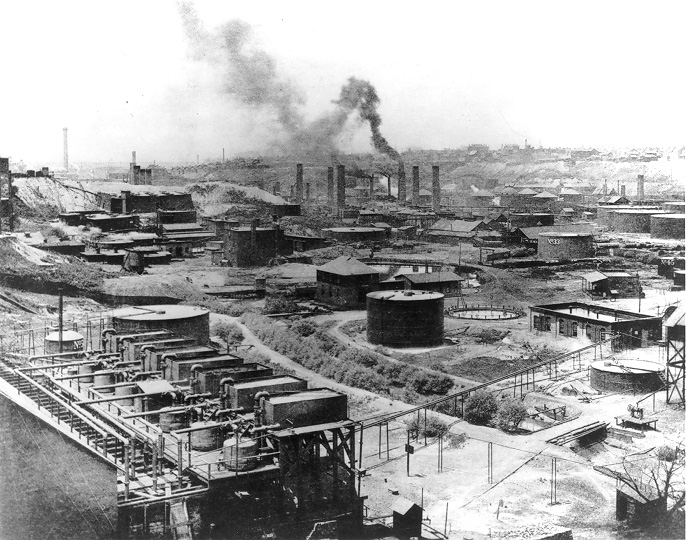
스탠더드 오일 정유소(1899년)

스탠더드 오일(Standard Oil)은 석유의 생산, 운송, 정제, 마케팅 분야에서 다른 회사들에 비해 월등한 영향력을 가진 회사였다. 스탠더드 오일은 1870년 존 D. 록펠러가 동업자들과 함께 오하이오주의 클리블랜드에서 설립하였다. 1890년 기준으로 스탠더드오일은 미국 내 88%의 시장점유율을 기록하였다. 록펠러는 스탠더드 오일 트러스트를 설립하여 미국 내 모든 자회사를 통제하였는데 1890년에 오하이오주 법원이 셔먼법 위반을 이유를 이를 해산시키자 록펠러는 회사의 다른 주 회사 주식의 소유를 허용하는 법을 제정한 뉴저지 주로 본거지를 이전하였다. 뉴저지 스탠더드 오일은 미국 전역에 퍼져 있던 스탠더드 오일 그룹 41개사의 지주회사격인 회사였다.:790 1911년에 미국의 반트러스트법(반독점법) 위반으로 인해 저지스탠더드오일(엑슨), 캘리포니아스탠더드오일(셰브런), 뉴욕스탠더드오일(모빌) 등 34개의 독립회사로 해체되었다.(→1911년 이후의 역사에 대해서는 엑슨모빌 참조)
이 회사는 1911년 미국 대법원의 판결에 의해 분리되기 전까지 세계에서 가장 오래된 대형 다국적 기업들 가운데 하나였다. 창업자와 대표이사인 존 록펠러(John D. Rockefeller)는 이 회사를 통해 억만장자가 되었고, 근대 미국 역사상 가장 부유한 사람이 되었지만 스탠더드 오일이 자신의 경쟁사에게 비도덕적인 행동을 은밀히 했다는 주장도 있었다. 석유 왕 록펠러로 불리는 이 사람은 미국 역사상 논쟁의 중심에서 가장 냉혹한 사람으로 평가 받는 사람 중 하나이기도 하다. 스탠더드 오일은 회사가 독점하기 위해 인정 사정없이 진로방해, 가격 인하 등을 통해 신경쟁회사들과 다른 경쟁회사들을 망하게 하거나 인수를 했다. 후에 스탠더드 오일은 대법원 판결을 받고 많은 회사로 분리되는데 이 회사 중 엑슨과 모빌이 역대 최대합병으로 인해 엑슨모빌로 이름이 바뀐다.